# Schoemaker-groep
De Schoemaker-groep was een verzetsgroep tijdens de Tweede Wereldoorlog die onder leiding stond van de Delftse hoogleraar Richard Schoemaker.

## Activiteiten
De groep verrichtte spionagewerkzaamheden en verzamelde wapens. Er was veel contact met de eveneens Delftse Mekel-groep en de in augustus vanuit Engeland gedropte Nederlandse spion Lodewijk van Hamel. Beide groepen werden begin 1941 opgerold. Nadat de Schoemaker-groep voor het grootste deel was opgerold hebben twee leden, Charles Hugenholtz en Jan van Blerkom, de dubbelspion Hugo de Man geliquideerd.
De gepakte leden van de Schoemakergroep zijn samen met de Mekelgroep en de OD in het eerste OD-proces vanuit Kamp Amersfoort (op 27 maart 1942 begon het zogenaamde ‘Eerste OD-proces’ tegen 86 OD-ers, voor het Kriegsgericht Luftgau Holland. De slotzitting was op zaterdag 11 april 1942 in de SS-kantine van Kamp Amersfoort: 72 mannen werden veroordeeld) via de gevangenis in Utrecht naar Sachsenhausen getransporteerd en daar op 3 mei 1942 in de schietkuil doodgeschoten. Op 11 mei kwamen daar nog 24 in Maastricht veroordeelde OD-mannen bij. Tegenwoordig wordt in de schietkuil de jaarlijkse 4 mei herdenking gehouden, op een plaquette het aantal NL doden.

## Leden
Tot de groep behoorden onder anderen:
- Jan van Blerkom
- Herman Bolt
- Eddy van Groningen
- Charles Hugenholtz
- Jan van Slooten
- Arie Stoppelenburg
- Jan Woltjer

Zeker drie leden en Schoemaker zelf zijn op 3 mei 1942 geëxecuteerd in Sachsenhausen.